# Gare de Mutrécy
Gare de Mutrécy vasútállomás Franciaországban, Mutrécy településen.

## Vasútvonalak
Az állomást az alábbi vasútvonalak érintik:
- Cean–Cerisy-Belle-Étoile-vasútvonal

## Kapcsolódó állomások
A vasútállomáshoz az alábbi állomások vannak a legközelebb: